# Canon d'Infanterie de 37 modèle 1916 TRP
O Canon d'Infanterie de 37 modèle 1916 TRP (ou 37mm mle.1916) foi uma arma de apoio à infantaria francesa, usada pela primeira vez durante a Primeira Guerra Mundial. A sigla "TRP" vem de "Tir Rapide Puteaux" (arma de "tiro rápido", projetado pelo arsenal de Puteaux). O objetivo tático desta arma era a destruição de "ninhos de metralhadoras".
Também foi usado em aeronaves como o Beardmore W.B.V e o Salmson-Moineau. O ás dos caças René Fonck usou um "37mm mle.1916" em um SPAD S.XII.

## Descrição
O Canon d'Infanterie de 37 modèle 1916 foi o menor permitido para projéteis explosivos sob a Convenção de Haia de 1899 e, portanto, foi usado por muitas nações como "armas pequenas".
As armas eram montadas em um tripé, ao qual rodas podiam ser presas para transporte. As armas também podiam ser transportadas por quatro soldados, depois de serem divididas em duas cargas: a arma de 47 kg e o mecanismo de recuo e as trilhas de 38 kg, cada uma das quais poderia ser transportada por dois soldados. Alguns foram equipados com um escudo de arma. O bloco de culatra da arma era essencialmente uma versão menor daquela montada no conhecido canhão francês 75.
As armas podiam ser operadas por dois soldados, um carregador e um artilheiro, e tinham uma taxa máxima de tiro de cerca de 35 tiros por minuto. Eles foram equipados com uma mira telescópica APX removível. para fogo direto, e uma mira quadrante para fogo indireto.
No serviço dos EUA, cada arma foi equipada com um estojo, que carregava 14 caixas de munição de dezesseis tiros, bem como ferramentas e acessórios. A arma e seu estojo eram normalmente rebocados juntos por um único cavalo ou mula, mas eram manuseados para a frente dos animais se o contato com o inimigo fosse esperado.

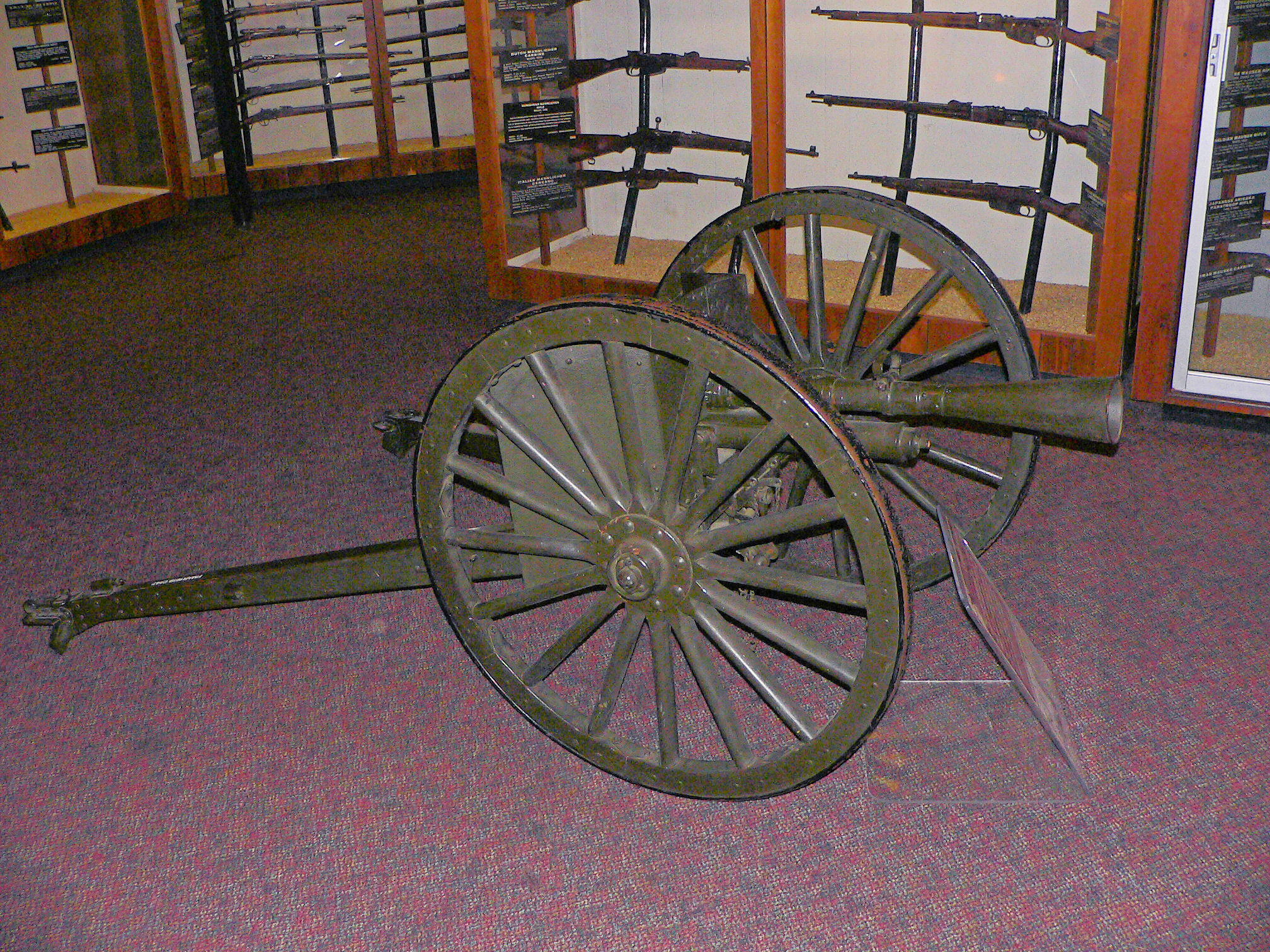
Uma arma equipada com um escudo de arma, supressor de chama e rodas, exibido no United States Army Ordnance Museum, 2007.

A munição de alto explosivo dos EUA para o TRP foi o projétil Mark II HE com um projétil pesando 0,67 kg (1,5 lb) e uma carga de explosão de TNT de 27,2 gramas. O exército francês usou a munição "Obus explosif Mle1916 HE" com um projétil pesando 0,555 kg (1,22 lb) e uma carga de explosão de 30 gramas. Projéteis capturados deste tipo foram designados "Sprgr 147(f)" pelos militares alemães na Segunda Guerra Mundial.

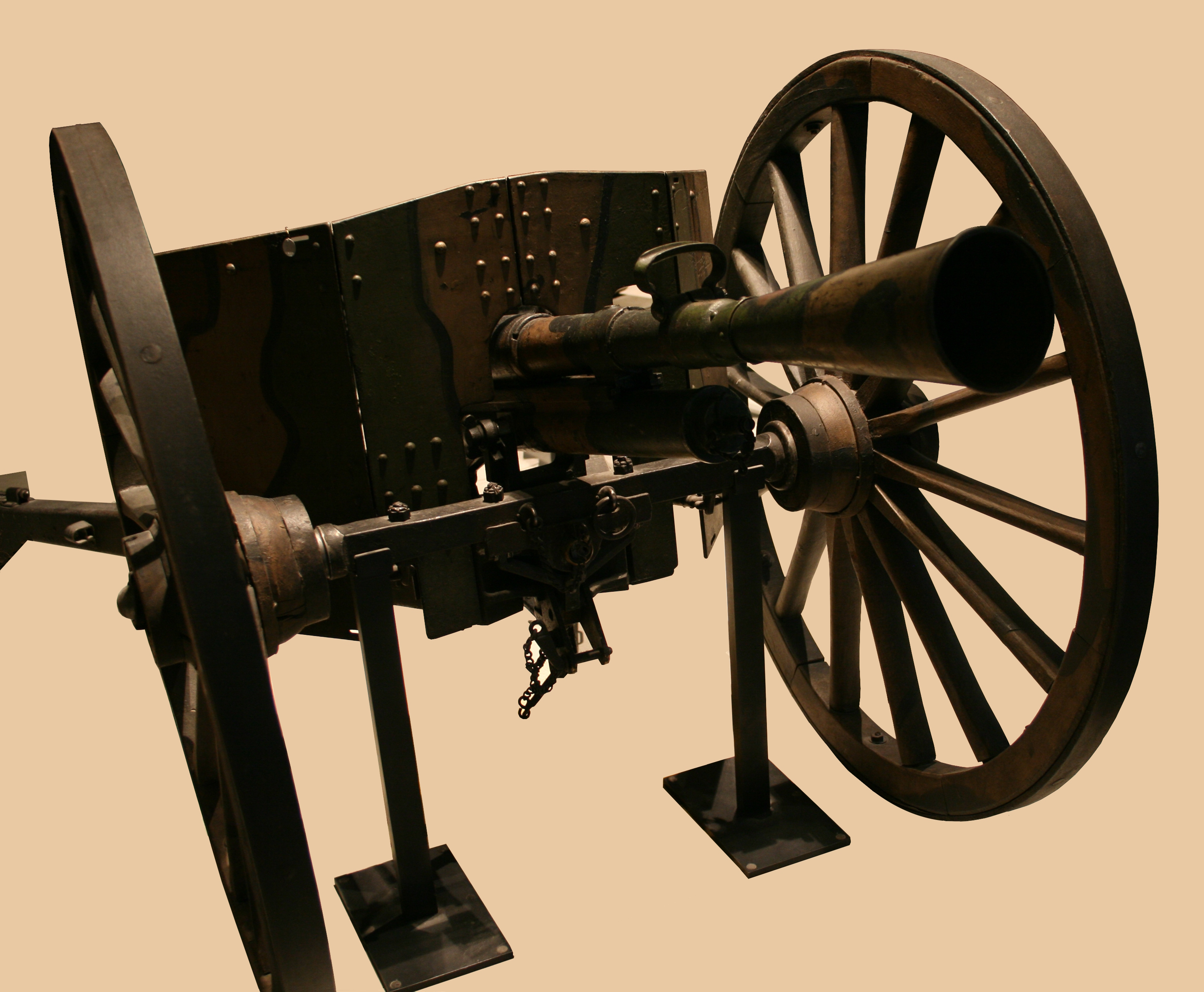
Um TRP Mle 1916 de 37 mm, no Musée de l'Armée (Paris).

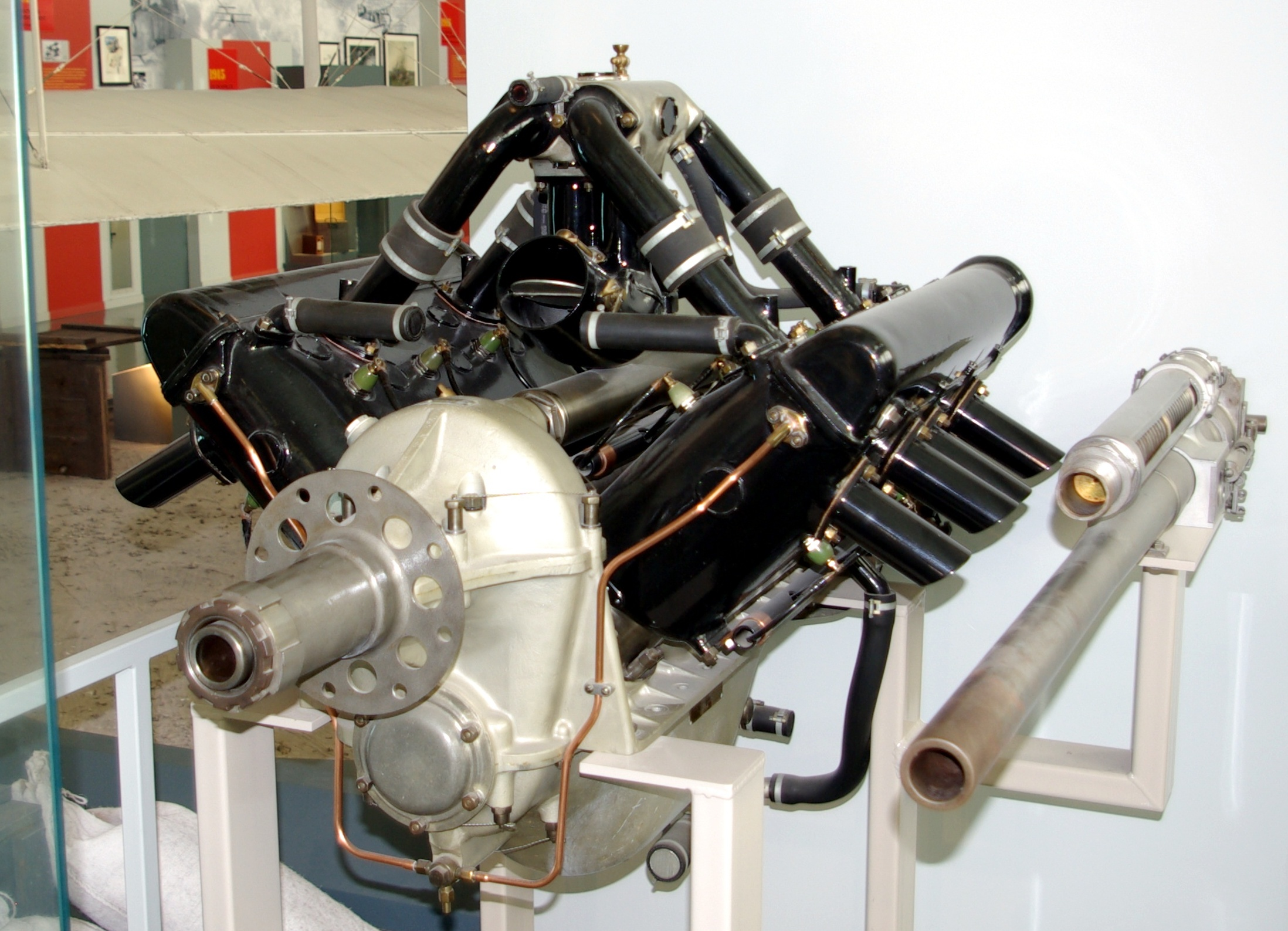
Motor HS.8C de eixo oco para permitir o canhão de 37 mm montado no "V" entre os bancos de cilindros.

## Histórico de serviço
Durante a Primeira Guerra Mundial, as armas foram amplamente utilizadas pelas forças francesas e norte-americanas e foram designadas como "37mm M1916" no serviço dos EUA. Em combate, eles estavam em falta, e descobriu-se que a tarefa pretendida de destruir as posições de armas era melhor executada por morteiros. Além do uso de infantaria, as armas também foram instaladas no tanque ligero M1917, o primeiro tanque americano produzido em massa. Esses tanques entraram em serviço tarde demais para a Primeira Guerra Mundial, e nenhum deles entrou em ação.
Durante os anos entre guerras, o Exército dos EUA organizou seus regimentos de infantaria com "companhias de obuses", armadas, entre outras armas de infantaria pesada, por falta de obuses de apoio de infantaria, canhões 37 mm M1916. O Exército Regular não podia manter companhias completas (em vez de usar pelotões), mas a Guarda Nacional podia. O Exército adotou um "dispositivo sub-calibre" no calibre .22 como medida econômica que permitia o treinamento com as armas em estandes internos. Em 1941, as companhias de regimentos de obuses foram dissolvidas e convertidas em pelotões antitanque; o Exército armazenou a maioria das armas M1916, as desmantelou ou converteu seus mecanismos para uso como dispositivos de treinamento de subcalibre para armas pesadas. Alguns foram usados na campanha das Filipinas em 1941-42 como armas antitanque devido à escassez do canhão de 37 mm M3. O canhão de Infantaría Tipo 11 de 37 mm japonês foi baseado neste projeto.
O exército francês ainda tinha o canhão em serviço em 1940 como substituto do canhão antitanque Hotchkiss de 25 mm, que estava em falta. Após a derrota da França pela Alemanha, a Wehrmacht começou a usar o TRP sob a designação "3,7 cm IG 152(f)".
Alguns foram usados pelo Việt Minh no início da Primeira Guerra da Indochina.

## Uso em aviões
O protótipo do caça embarcado Beardmore W.B.V foi equipado com um 37mm para uso contra dirigíveis, mas considerado perigoso e removido.

## Galeria

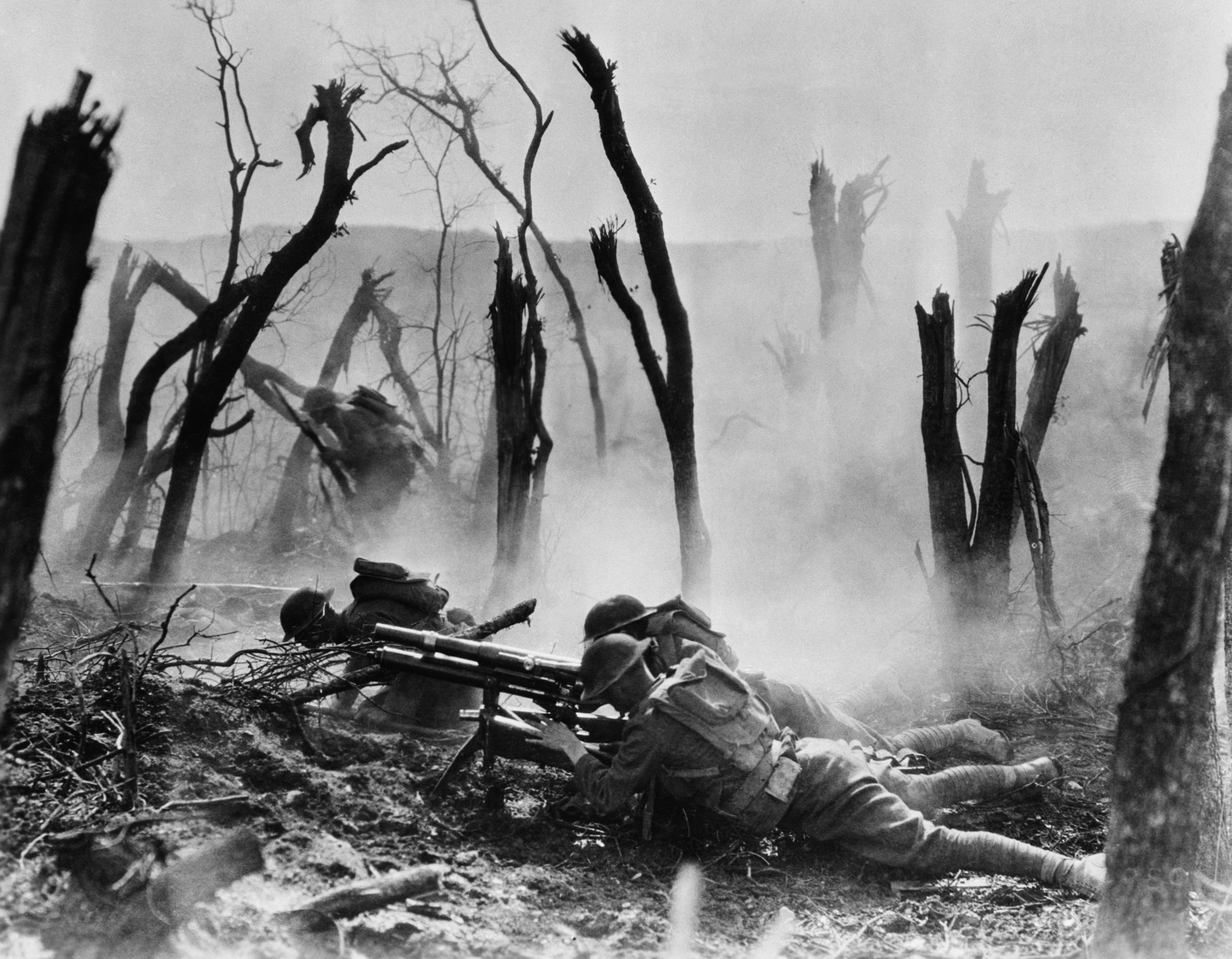
Artilheiros dos EUA em ação 1918. Esta arma não tem o supressor de chama.
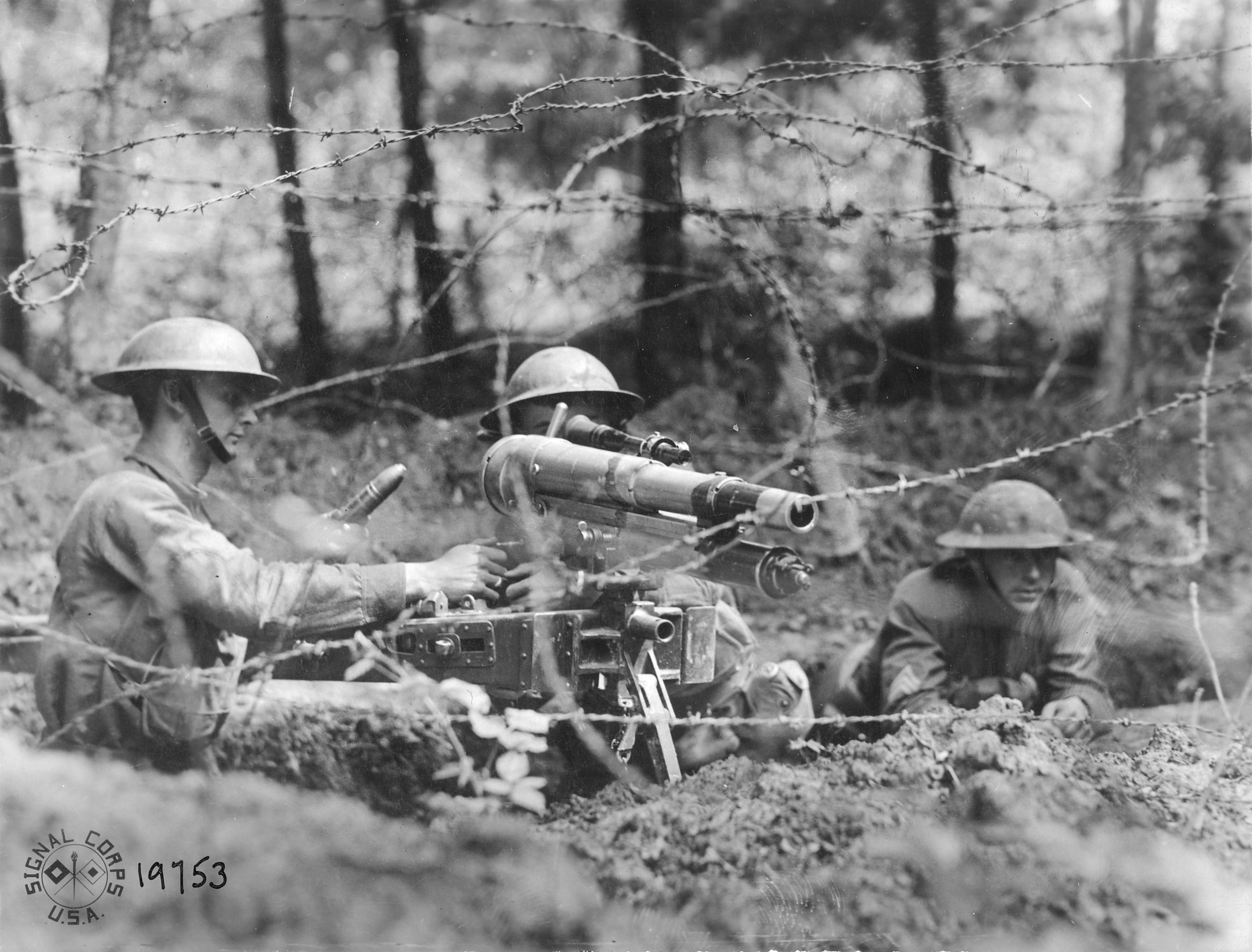
M1916 de 37mm em ação com as forças dos EUA, 1918.
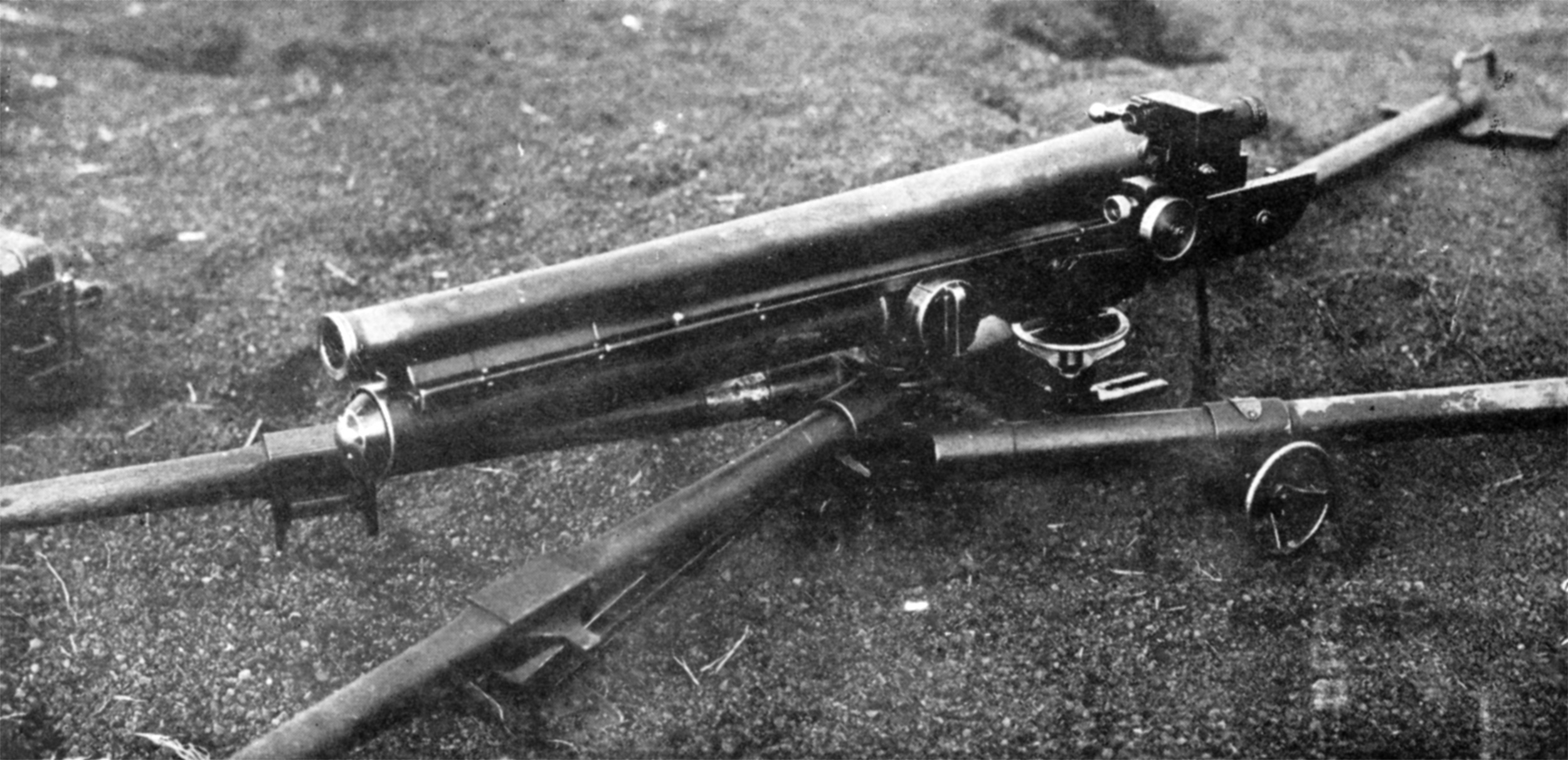
Canhão de infantaria tipo 11 de 37 mm do livro de 1935.